# محمد كاظم القزويني
السيد محمد كاظم القزويني (1930 - 1994). هو رجل دين شيعي وخطيب حسيني عراقي، قد يعبر عنه أحياناً بلقب العلامة القزويني، وكذلك عبر عنه بعض الكُتّاب والمؤلفين بلقب سيد خطباء كربلاء. واسمه الكامل هو محمد كاظم بن محمد إبراهيم بن محمد هاشم الموسوي القزويني الحائري.
وهو مؤلّف للعديد من الكتب في السيرة والتاريخ والحديث وما أشبه، من أهمها: موسوعة الإمام الصادق وسلسلة كتب من المهد إلى اللحد في سير عدد من الأئمة، بالإضافة لفاطمة الزهراء، وزينب بنت علي بن أبي طالب. كما أنّه كان ناظماً للشعر العربي.
كان من المعارضين للحكومة العراقية إبان حكم حزب البعث العربي الاشتراكي، فتعرض جراء ذلك للاعتقال والنفي حتى اضطر للهجرة إلى خارج العراق، وعاش خارجه إلى آخر يوم في حياته. فعاش فترة في الكويت، ثم انتقل إيران وبالتحديد مدينة قم، حيث لا يزال أبنائه يسكنون هناك.
خصصت قناة الأنوار حلقة من برنامج ”شخصيات خالدة“ للتحدث عن القزويني وسيرته، وقد استضافت ابنه الأكبر محمد إبراهيم.

## ولادته ونشأته
ولد في مدينة كربلاء في الثاني عشر من شهر شوال سنة 1348 هـ المصادف 1 مارس 1930. ينتسب لعائلة ”القزويني“ التي سكنت في كربلاء منذ أكثر من مئتين وخمسين سنة، ووالده هو محمد إبراهيم القزويني الذي كان من رجال الدين، وكذلك جده محمد هاشم الذي كان أحد مراجع الشيعة في وقته.
توفيت والدته، وهو لما يكمل بعد عقده الأول، ثم توفي والده، وقد تجاوز عقده الأول قليلاً فنشأ يتيماً، وقد تصدى لرعايته وتكفل تربيته بتلك السن المبكرة ابن عمه صادق القزويني.
درس في الحوزة العلمية في كربلاء، ودرس العلوم الدينية عند كل من المرجعين محمد هادي الميلاني ومهدي بن حبيب الله الشيرازي. وكذلك عند جعفر الرشتي، ويوسف الخراساني، ومحمد الخطيب.
بالإضافة لكتابته في السيرة، فإنه كان ناظماً الشعر، كما كان محمد كاظم القزويني خطيباً حسينياً، وقد تلقى مبادئ الخطابة وقواعد المنبر على يد أبرز خطباء كربلاء في وقته وهو الخطيب محمد صالح القزويني.
وقد درس عنده العديد من الخطباء كعبد الحسين القزويني (ابن عمه)، ومرتضى الشاهرودي.
وقد كتب كتاباً باسم ”فاجعة الطف“ وهو يروي قصة مقتل الحسين بن علي بن أبي طالب، وأهل بيته، وأصحابه في معركة كربلاء.
شعره مبثوث في مؤلفاته المختلفة، ومن شعره في زينب بنت علي بن أبي طالب:
هي زينب بنت النبي المؤتمن...هي زينب أم المصائب والمحن
هي بنت حيدرة الوصي وفاطم...وهي الشقيقة للحسين والحسن(1)

## حياته في العراق
أسس في كربلاء مؤسسة دينية اسمها ”رابطة النشر الإسلامي“، اتخذت هذه المؤسسة مدرسة ابن فهد الحلي مقراً لها،
وتقوم بنشر الكتب الإسلامية والتي تعرف بالمذهب الشيعي، وكان نشاط المؤسسة مقتصراً على المغرب، ثم شمل ليبيا والجزائر وتونس، وبعض الدول الأفريقية كالسنغال ونيجيريا. كما أسس ”مدرسة الكتاب والعترة“ المخصصة لتعليم الخطباء الحسينيين، وقد تصدى لإدارتها ورعاية شؤونها.
سافر سنة 1388 هـ إلى المغرب، وبدأ بانتقاد إظهار الفرح في يوم عاشوراء بالمغرب، وكتب مقالاً نشرته ”صحيفة العلم المغربية“، أبدى فيه انتقاداً شديداً لذلك، منبهاً أن يوم عاشوراء قد قتل فيه الحسين بن علي بن أبي طالب في معركة كربلاء، ويجب عدم إظهار علامات الفرح فيه.
أحد أهم الأحداث في حياة القزويني هو نفيه إلى مدينة كركوك في شمال العراق، فقد نظمت ”المدرسة الهندية“ احتفالاً في الخامس عشر من شعبان (الذي يصادف ذكرى مولد الإمام المهدي)، وقد دُعِيَ فيه لإلقاء كلمة. فألقى كلمة انتقد فيها سياسات جابر حسن الحداد الذي كان محافظ كربلاء آنذاك التي تضيق من نشاط الشعائر الحسينية. فأصدر المحافظ أمراً بنفيه إلى مدينة كركوك وأن يبقى هناك سنة كاملة، فذهب هناك ورافقه ابنا عمه مرتضى وعبد الحسين، وباتا معه ليلة في كركوك، ثم عادا إلى كربلاء. ولم يستمر النفي حيث أصدر رئيس الوزراء العراقي عفواً يسمح للقزويني بالرجوع إلى كربلاء.

## خروجه من العراق
هاجر إلى الكويت سنة 1394 هـ قادماً من العراق إثر تصاعد الظروف الأمنية هناك وتعرضه للسجن من قبل السلطات. وعاش في الكويت حوالي ست سنوات.
اتخذ من مسجد الإمام الحسين المعروف في الكويت بمسجد ابن نخي مركزاً للعمل وشؤون التبليغ والإرشاد الديني. فقد كان يقيم صلاة الجماعة في المسجد المذكور ويعقد مجالس التفسير والوعظ والإرشاد كما يقيم المجالس الحسينية، ويتصدى لتنظيم الاحتفالات الدينية في الذكريات التاريخية الهامة كمواليد المعصومين الأربعة عشر، وذكرى عيد الغدير، وعيد المبعث وغيرها.
في الفترة التي كان يعيش فيها في الكويت، قام برحلة تبليغية إلى قارة أستراليا سنة 1388 هـ، وقد مكث هناك شهراً وأسس مسجداً في العاصمة الأسترالية سيدني باسم «مسجد فاطمة الزهراء».
هاجر سنة 1400 هـ إلى إيران بعد انتصار الثورة الإسلامية الإيرانية، وبعد ستة سنوات قضاها في الكويت. وسكن مدينة قم. كما سكن فترة في مدينة مشهد بشرق إيران أثناء حرب الخليج الأولى، حيث كانت مشهد أكثر أماناً من قم التي تعرضت لقصف شديد من قبل القوات العراقية.
أسس في قم مؤسسة اسمها ”مؤسسة الإمام الصادق“، كي تقوم بإعداد موسوعة الإمام الصادق، ولا يزال عمل المؤسسة مستمراً إلى اليوم.

## زواجه وعائلته
تزوج القزويني من بنت أستاذه مهدي الشيرازي، وأنجب منها خمسة أولاد، كما أنجبت له ثلاثة بنات تزوجن من رجال دين هم: مهدي الكشفي، وعلي القزويني، وكمال الدين الشهيدي. وفيما يلي توضيح شجرة عائلته مع توضيح أخوال أبنائه:
وأبنائه هم:
| محمد هاشم القزويني |              |              |              |              |              |  |  |          |          |          |          |          |          |  |  |       |       |       |       |               |       |  |  |      |      |      |      |      |      |  |  |      |      |      |      |      |      |  |  |       |       |       |       |       |       |
|                    |              |              |              |              |              |  |  |          |          |          |          |          |          |  |  |       |       |       |       | مهدي الشيرازي |       |  |  |      |      |      |      |      |      |  |  |      |      |      |      |      |      |  |  |       |       |       |       |       |       |
| محمد إبراهيم       |              |              |              |              |              |  |  |          |          |          |          |          |          |  |  |       |       |       |       |               |       |  |  |      |      |      |      |      |      |  |  |      |      |      |      |      |      |  |  |       |       |       |       |       |       |
|                    |              |              |              |              |              |  |  |          |          |          |          |          |          |  |  |       |       |       |       |               |       |  |  |      |      |      |      |      |      |  |  |      |      |      |      |      |      |  |  |       |       |       |       |       |       |
|                    |              |              |              |              |              |  |  |          |          |          |          |          |          |  |  |       |       |       |       |               |       |  |  |      |      |      |      |      |      |  |  |      |      |      |      |      |      |  |  |       |       |       |       |       |       |
| محمد كاظم          | محمد كاظم    | محمد كاظم    | محمد كاظم    | محمد كاظم    | محمد كاظم    |  |  | بنت      | بنت      | بنت      | بنت      | بنت      | بنت      |  |  | محمد  | محمد  | محمد  | محمد  | محمد          | محمد  |  |  | حسن  | حسن  | حسن  | حسن  | حسن  | حسن  |  |  | صادق | صادق | صادق | صادق | صادق | صادق |  |  | مجتبى | مجتبى | مجتبى | مجتبى | مجتبى | مجتبى |
| محمد كاظم          | محمد كاظم    | محمد كاظم    | محمد كاظم    | محمد كاظم    | محمد كاظم    |  |  | بنت      | بنت      | بنت      | بنت      | بنت      | بنت      |  |  | محمد  | محمد  | محمد  | محمد  | محمد          | محمد  |  |  | حسن  | حسن  | حسن  | حسن  | حسن  | حسن  |  |  | صادق | صادق | صادق | صادق | صادق | صادق |  |  | مجتبى | مجتبى | مجتبى | مجتبى | مجتبى | مجتبى |
|                    |              |              |              |              |              |  |  |          |          |          |          |          |          |  |  |       |       |       |       |               |       |  |  |      |      |      |      |      |      |  |  |      |      |      |      |      |      |  |  |       |       |       |       |       |       |
|                    |              |              |              |              |              |  |  |          |          |          |          |          |          |  |  |       |       |       |       |               |       |  |  |      |      |      |      |      |      |  |  |      |      |      |      |      |      |  |  |       |       |       |       |       |       |
|                    |              |              |              |              |              |  |  |          |          |          |          |          |          |  |  |       |       |       |       |               |       |  |  |      |      |      |      |      |      |  |  |      |      |      |      |      |      |  |  |       |       |       |       |       |       |
| محمد إبراهيم       | محمد إبراهيم | محمد إبراهيم | محمد إبراهيم | محمد إبراهيم | محمد إبراهيم |  |  | محمد علي | محمد علي | محمد علي | محمد علي | محمد علي | محمد علي |  |  | مصطفى | مصطفى | مصطفى | مصطفى | مصطفى         | مصطفى |  |  | محسن | محسن | محسن | محسن | محسن | محسن |  |  | جعفر | جعفر | جعفر | جعفر | جعفر | جعفر |  |  |       |       |       |       |       |       |

| - محمد إبراهيم (1376 هـ - الآن): رجل دين وخطيب حسيني ومؤلّف لعدد من الكتب الإسلامية، وهو صهر رجل الدين الإيراني نعمة الله الهاشمي. - محمد علي. | - مصطفى. خطيب حسيني، وقد قام بتحقيق بعض مؤلفات والده ككتابي ”زينب الكبرى من المهد إلى اللحد“، و”الإمام الجواد من المهد إلى اللحد“. - محسن. خطيب حسيني. - جعفر. مدرس فی الحوزة العلمیة فی قم فی مادتی الفقه و الاصول لمرحلة الخارج ، و له مؤلفات فقهیة |

## وفاته
قبل وفاته بسنتين ونصف تقريباً أصيب بمرض يتلف ـ بالتدريج ـ إثنين من أعصاب المخ، وهما المسؤولان عن الحركة الإرادية لتحريك اللسان للمتكلم والتلفظ، ولقوة ابتلاع الطعام، وأخيراً أودى به المرض إلى الوفاة في الخامس عشر من جمادى الآخرة 1415 هـ، ودفن تحت منبر الحسينية الزينبية لأهالي كربلاء الواقعة في شارع ”السيد المرعشي النجفي“ بمنطقة گذر خان في قم.
كانت وصية القزويني هو دفنه في كربلاء إذا سمحت الظروف، ولكن بسبب معارضته لحكم حزب البعث العربي الاشتراكي، فقد امتنعت عائلته من نقل جثمانه إلى العراق، فدفن في قم. لكن في الرابع من جمادى الآخرة 1432 هـ قررت عائلته فتح قبره ونقل جثمانه لدفنه في كربلاء، ليدفن في مقبرة آل الشیرازي في الصحن الحسیني، يقول بعض المقربين من القزويني، أنه عندما فتح قبر القزويني كان جسده طرياً وكفنه سليماً من التمزق مع مرور حوالي 17 سنة على وفاته.

## مؤلفاته

الإمام الجواد من المهد إلى اللحد - أحد أجزاء سلسلة (من المهد إلى اللحد).

غلاف كتاب فاجعة الطف.

- سلسلة من المهد إلى اللحد. هي سلسلة من الكتب التي كتبها عن سير بعض أئمة الشيعة، وشخصياتهم المقدسة كفاطمة الزهراء، وزينب بنت علي بن أبي طالب، وهذه السلسلة تتكون من:

| - الإمام علي من المهد إلى اللحد. متن هذا الكتاب بالأصل محاضرات حول الإمام علي بن أبي طالب، ألقاها المؤلف في شهر رمضان لسنة 1386 هـ بجامع الرصافي في مدينة كربلاء، وقد طرح عليه المرجع محمد الحسيني الشيرازي فكرة تدوينها ثم طبعها في كتاب. لم يكن المؤلف يرغب في ذلك، لكن بعد إصرار من الشيرازي دون المحاضرات وقام بتعديلات بسيطة عليها حتى طبع الكتاب. - فاطمة الزهراء من المهد إلى اللحد. تُرجِم الكتاب إلى اللغة الفارسية بعنوان ”فاطمه زهرا از ولادت تا شهادت“ أي فاطمة الزهراء من الولادة إلى الشهادة، كما ترجم إلى اللغة الأردوية وطبع في لاهور. - الإمام الحسين من المهد إلى اللحد.(2) | - زينب الكبرى من المهد إلى اللحد. هو آخر كتاب كتبه، وقد كتب بعض فصوله على سريره في مستشفى ”ابن سينا“ بالكويت حيث كان يرقد هناك للعلاج، وقد قام ابنه مصطفى بإكمال الفصل الأخير من الكتاب، وهو الفصل المتعلق بالشعر الذي ورد في زينب بنت علي بن أبي طالب. - الإمام الصادق من المهد إلى اللحد. هذا الكتاب خلاصة منتخبة من الأجزاء الثلاثة الأولى من كتاب ”موسوعة الإمام الصادق“ مع تنقيحات وإضافات كثيرة، وخاصة ما يتعلق بوفاته حيث لم يطبع من قبل. - الإمام الجواد من المهد إلى اللحد.(3) - الإمام الهادي من المهد إلى اللحد. - الإمام العسكري من المهد إلى اللحد. - الإمام المهدي من المهد إلى الظهور.(4) |

| - الإسلام والتعاليم التربوية. - شرح نهج البلاغة. هو شرحٌ على كتاب نهج البلاغة الذي يحتوي خطب علي بن أبي طالب وكلماته حسب المرويات الشيعية، ويقع الكتاب في خمسة أجزاء. - سيرة الرسول الأعظم. هو كتاب يتحدث عن سيرة النبي محمد بشكل موجز، وقد قسمه لفصلين هما: ”الرسول الأعظم من المهد إلى البعثة “ و”والرسول الأعظم من البعثة إلى اللحد“. - فاجعة الطف. كتابٌ يحكي قصة مقتل الحسين بن علي بن أبي طالب وفقاً للمرويّات الشيعية. | - الفقه الواضح. - الإسلام يتجلى في مذهب أهل البيت. - موسوعة الإمام الصادق. هي محاولة لجمع كل ما روي عن جعفر بن محمد الصادق (الإمام السادس عند الشيعة) في كتب الشيعة، إلا أن المجلدين الأول والثاني قد اختصا بعرض حياة الصادق وسيرته، وهذين المجلدين نفس كتاب ”الإمام الصادق من المهد إلى اللحد“، غير أن الأخير يختلف بتنقيحات وإضافات أخرى. |

## الهوامش
- 1 - هذان البيتان كتبهما في كتابه زينب الكبرى من المهد إلى اللحد.
- 2 - لا يزال كتاب الإمام الحسين من المهد إلى اللحد مخطوطاً، ولم يُطبع بعد.
- 3 - يقول القزويني أن سبب تأليفه لكتب: الإمام الجواد، والإمام الهادي، والإمام العسكري من سلسلة من المهد إلى اللحد، أنّهُ رأى في عالم الرؤيا علي بن موسى الرضا (الإمام الثامن عند الشيعة) يقول له: ”اكتب عن الأئمة الأربعة من بعدي“.
- 4 - قد اختلف اسم كتاب الإمام المهدي من المهد إلى الظهور عن الكتب الأخرى من سلسلة المهد إلى اللحد، لأن كلمة اللحد - التي تعني القبر - تُشير إلى الموت، والعقيدة الشيعة تقول بأن المهدي حي، وسيظهر في آخر الزمان، ولذلك كان عنوان هذا الكتاب استثنائياً حيث غيّر المؤلف كلمة اللحد إلى الظهور.